# Baroniella linearifolia
Baroniella linearifolia är en oleanderväxtart som beskrevs av Klack.. Baroniella linearifolia ingår i släktet Baroniella och familjen oleanderväxter. Inga underarter finns listade i Catalogue of Life.